# Малая Васильевка (Нижегородская область)
Малая Васильевка — опустевшая деревня в Лукояновском районе Нижегородской области. Входит в состав Большемаресьевского сельсовета.

## География
Находится в южной части Нижегородской области на расстоянии приблизительно 28 километров по прямой на запад-юго-запад от города Лукоянов, административного центра района.

## Население
Постоянное население составляло 17 человек (русские 100%) в 2002 году, 0 в 2010.